# Allophylus latifolius
Allophylus latifolius là một loài thực vật có hoa trong họ Bồ hòn. Loài này được Huber mô tả khoa học đầu tiên năm 1914 publ. 1915.